# Dobrinče
Dobrinče falu Horvátországban Split-Dalmácia megyében. Közigazgatásilag Lovrećhez tartozik.

## Fekvése
Splittől légvonalban 52, közúton 76 km-re keletre, Makarskától légvonalban 15, közúton 28 km-re északra, községközpontjától 15 km-re délkeletre a dalmát Zagora területén, a történelmi Imotska krajina délnyugati részén, egy hegyek által határolt fennsíkon fekszik. Északról a Vilinjak és Rašeljka, keletről a Kosmatovica, délről a Veliki Režanj és a Mala Orljača, nyugatról a Gornji Granići feletti Glavica és a Čagalj és Piljak közötti Malo Brdo nevű magaslatok határolják.

## Története
A település neve személynévi eredetű, mely a jó jelentésű „Dobro” névből származik. Ennek régies nominatív többes száma a Dobrinče, melyet gyakran Dobrinči alakban is írtak. Dobrinče területe már a történelem előtti időkben is lakott volt. A vaskorban már az illírek egyik törzse a dalmaták lakták ezt a vidéket. Jelenlétükről számos halomsír, köztük a Granići Gornjin található sírkövek, kerámiatöredékek és emberi maradványok tanúskodnak. A rómaiak a 10 körül szállták meg ezt a vidéket, de maradandó nyomot nem hagytak maguk után. A mai horvátok ősei a 7. században érkeztek ide, de a korai horvát állam területébe csak a 10. században tagozódott be a vidék Imota zsupánság részeként. A Horvát Királyság uralma kétszáz évig tartott, ezután a többi horvát területtel együtt a 12. század elején a magyar királyok fennhatósága alá került. A 14. században területe a nagy kiterjedésű radobiljai plébániához tartozott. Miután 1409-ben Nápolyi László a horvátok által elismert horvát-magyar királyként százezer aranydukátért eladta, 1420-ra egész Dalmácia a Velencei Köztársaság uralma alá került. 1463-ban a török meghódította a szomszédos Boszniát, majd 1477-re ez a terület is az Oszmán Birodalom fennhatósága alá került. Ennek bizonyítéka az 1477-es török defter, melyben a mai Imotska krajina települései is szerepelnek. Ekkoriban ez a terület még gyéren lakott volt és többségben pásztoremberek lakták. Az 1699-es karlócai béke török kézen hagyta. Végleges felszabadulása csak az újabb velencei-török háborút lezáró pozsareváci békével 1718-ban történt meg. Első írásos említése 1725-ben a velencei összeírásban történt, addig területét Zagvozdhoz számították. Dobrinče szerepel a velenceiek által készített 1726-os kataszteri térképen is. 1733-ban a zagvozdi plébániához tartozó települések között Dobrimčét is megemlítik. 1730 és 1733 között pestisjárvány pusztított a településen. A velencei uralomnak 1797-ben vége szakadt és osztrák csapatok vonultak be Dalmáciába. 1806-ban az osztrákokat legyőző franciák uralma alá került, de Napóleon lipcsei veresége után 1813-ban újra az osztrákoké lett. 1834-ben megalapították a szomszédos Medov Dolac plébániáját, ahová Dobrinčét is hozzá csatolták. A településnek 1857-ben 154, 1910-ben 369 lakosa volt. 1918-ban az új szerb-horvát-szlovén állam, majd később Jugoszlávia része lett. Iskoláját 1934-ben nyitották meg egy magánházban ahol egyúttal a tanító lakása is volt. A háború után a szocialista Jugoszláviához került. A lakosság elvándorlása az 1960-as évektől vette kezdetét. 1991 óta a független Horvátországhoz tartozik. Az 1990-es évek óta lakossága rohamosan csökkent. 2011-ben a településnek 174 lakosa volt, akik a medov dolaci plébániához tartoztak.

## Lakosság
| Lakosság változása | Lakosság változása | Lakosság változása | Lakosság változása | Lakosság változása | Lakosság változása | Lakosság változása | Lakosság változása | Lakosság változása | Lakosság változása | Lakosság változása | Lakosság változása | Lakosság változása | Lakosság változása | Lakosság változása | Lakosság változása |
| ------------------ | ------------------ | ------------------ | ------------------ | ------------------ | ------------------ | ------------------ | ------------------ | ------------------ | ------------------ | ------------------ | ------------------ | ------------------ | ------------------ | ------------------ | ------------------ |
| 1857               | 1869               | 1880               | 1890               | 1900               | 1910               | 1921               | 1931               | 1948               | 1953               | 1961               | 1971               | 1981               | 1991               | 2001               | 2011               |
| 154                | 0                  | 205                | 271                | 322                | 369                | 0                  | 413                | 356                | 381                | 373                | 404                | 264                | 309                | 208                | 174                |

(1869-ben és 1921-ben lakosságát Medov Dolachoz számították.)

## Nevezetességei
- Szent István vértanú tiszteletére szentelt római katolikus temploma 1899-ben épült jelentéktelen kis templomként, de Dobrinča lakói nemsokára elhatározták, hogy nagyobbat építenek helyette. Ez végül 1977-ben sikerült, amikor a metkovići Toma Noglica tervei szerint felépült zs új templom. Az építés előtt a régi templomot lebontották. A templom hosszúsága 13, szélessége 7 méter, harangtornya 20 méter magas.

- A falutól északkeletre, Krivodol falutól délnyugatra, a Močatorine-hegy lejtőin, 620 m-rel a tengerszint felett, a régi út mentén, négy őskori kőhalom található. Az első két halom közvetlenül régi út mentén, annak déli oldalán található. A kisebb halom átmérője 12,5, magassága kb. 1 méter. A halom kőpalástja részben átásott. Körülbelül húsz méterre található egy nagyobb halom, mely körülbelül 25 méter átmérőjű és körülbelül 4 méter magas. A tetején egy nagyobb, száraz alapú kőből álló menedékhely található. Körülbelül száz méterre északkeletre a halmok és a régi út között másik két halom található. A nagyobb halom átmérője kb. 17 méter, magassága kb. 4 méter. Északnyugati oldalán egy nagyobb szárazon rakott kőfal található. A halom tetején lévő kőpalástot kisebb részben átásták. Körülbelül harminc méterrel nyugatabbra ettől a halomtól egy kisebb, 14 méter átmérőjű és körülbelül 2 méter magas domb található. A halom felszínén két, kör alakú alaprajzú, száraz kőből álló menedékhely látható. A régi út a máig megmaradt szegélykövekkel, amely mellett a nekropolisz található, valószínűleg már a középkorban is létezett. A halmok az i. e. 2. évezredben keletkeztek.[4]

- Gornji Granići nevű településrészén számos díszített és díszítés nélküli kora középkori sírkő található.[5]

- 14. és a 15. századi sírköves temető található a Gyógyító Boldogasszony kápolna mellett. A sírköveket általában kereszt, félhold, lovas és állatábrázolások díszítik. A környező száraz kőfalakban is síremlékek töredékei láthatók, így ebben a nekropoliszban síremlékek eredeti száma jóval nagyobb volt.[6]